# Thompson/Center Contender

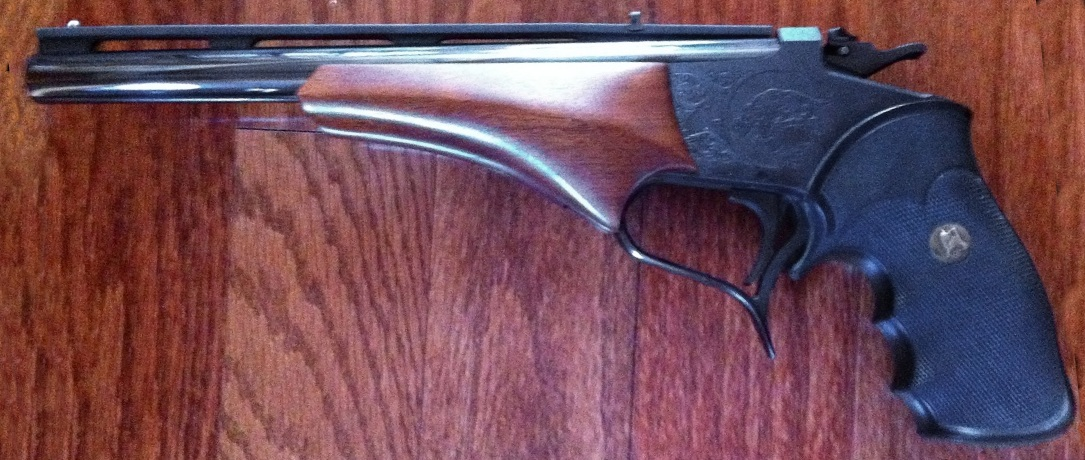
Uma Thompson/Center Contender.

A Thompson/Center Contender é uma pistola (ou rifle para alguns) de tiro único que foi lançada em 1967 pela Thompson/Center Arms. Pode ser compartimentada para cartuchos de .22 Long Rifle a .45-70 Government.

## Histórico
Warren Center, trabalhando no porão de sua loja no início da década de 1960, desenvolveu uma pistola de tiro único e de ação rápida. Em 1965, Center juntou-se a "K.W. Thompson Tool Company" e eles introduziram este design como "Thompson/Center Contender" em 1967. Embora custem mais do que alguns revólveres de caça, a flexibilidade de poder atirar em vários calibres simplesmente mudando o cano e a mira, além de sua maior precisão a tornaram popular entre os caçadores de armas curtas. Como a "K.W. Thompson Tool" começou a comercializar a pistola Contender projetada por Center, o nome da empresa foi alterado para "Thompson/Center Arms Company".
As câmaras originais estavam na extremidade inferior do espectro de recuo, com os cartuchos .22 LR, .22 WMR, .22 Hornet, .38 Special e .22 Remington Jet, mas como os cartuchos Magnum decolaram na década de 1970, o Contender rapidamente se tornou muito popular entre os entusiastas do tiro.